# Flatidae
Flatidae zijn een familie van halfvleugelige insecten die behoort tot de cicaden (Auchenorrhyncha) en meer specifiek de lantaarndragerachtigen (Fulgoroidea). De familie omvat ongeveer 1450 soorten.
De flatiden worden in andere talen wel 'vlinder-cicaden' genoemd omdat ze voor cicaden vrij grote en vaak gekleurde vleugels hebben. Veel soorten blijven klein.
Een aantal vertegenwoordigers heeft een opmerkelijke mutualistische relatie met sommige gekko's. Gekko's zijn een familie van hagedissen die in planten en bomen leven. Van andere cicaden is bekend dat ze een vergelijkbare relatie hebben met andere insecten als mieren en wespen. Van een aantal soorten gekko's is beschreven dat ze net als mieren en wespen honingdauw oplikken van de bochelcicaden. Dit is onder andere waargenomen van een aantal madagaskardaggekko's (Phelsuma). De gekko's zijn in principe insecteneters die onder andere halfvleugeligen eten, maar ze zijn ook dol op nectar en likken dit vaak op uit bloemen. Een aantal soorten bezoekt echter ook regelmatig cicaden. Op het eerste gezicht lijkt het oplikken van het vocht een vorm van opportunistisch gedrag, maar er vindt hierbij ook een vorm van communicatie plaats tussen de hagedis en de cicade. De hagedis informeert de cicade van zijn aanwezigheid door met zijn kop te knikken. Als de bochelcicade op het punt staat een druppel honingdauw uit te scheiden communiceert het insect dit door snel met het achterlijf tegen de ondergrond te tikken. De cicade profiteert waarschijnlijk van de aanwezigheid van de gekko, daar deze roofinsecten op een afstand houdt. Binnen de dierenwereld komt het weinig voor dat een gewerveld dier een dergelijk gespecialiseerde relatie heeft met een ongewerveld dier.

## Geslachten
De familie Flatidae omvat de volgende geslachten:
- Acanthoflata Fennah, 1947
- Acrophaea Melichar, 1901
- Acutisha Medler, 1991
- Adelidoria Metcalf, 1952
- Adexia Melichar, 1901
- Aflata Melichar, 1901
- Afrexoma Fennah, 1976
- Afrocyarda Fennah, 1965
- Afrodascalia Fennah, 1958
- Afrophantia Fennah, 1958
- Afrormenis Fennah, 1958
- Afroseliza Fennah, 1961
- Alcaxor Fennah, 1947
- Amasha Medler, 1992
- Anadascalia Melichar, 1923
- Anatracis Fennah, 1958
- Anaya Distant, 1906
- Anggira Distant, 1906
- Anidora Melichar, 1901
- Anormenis Melichar, 1923
- Anthoflata Fennah, 1947
- Antillormenis Fennah, 1942
- Anzora Medler, 1986
- Aphanophantia Kirkaldy, 1906
- Apolexis Jacobi, 1936
- Arelata Stål, 1862
- Atella Stål, 1866
- Atracis Stål, 1866
- Atracodes Melichar, 1902
- Aulophorina Strand, 1928
- Austrodascalia Fletcher, 1988
- Bahuflata Dlabola, 1979
- Barsac Fletcher, 1988
- Betracis Medler, 1988
- Bochara Distant, 1906
- Boretsis Medler, 1996
- Brysora Medler, 2000
- Budginmaya Fletcher & Moir, 2009
- Burnix Medler, 1988
- Byllis Stål, 1866
- Byllisana Metcalf & Bruner, 1948
- Bythopsyrna Melichar, 1901
- Caesonia Stål, 1866
- Calauria Stål, 1866
- Cameruniola Strand, 1928
- Capistra Fennah, 1947
- Carthaeomorpha Melichar, 1901
- Catracis Medler, 1988
- Cenestra Stål, 1862
- Cerfennia Stål, 1870
- Cerynia Stål, 1862
- Chaetormenis Melichar, 1923
- Chaturbuja Distant, 1906
- Circumdaksha Distant, 1910
- Cisatra Melichar, 1923
- Colgar Kirkaldy, 1900
- Colgaroides Distant, 1910
- Colobesthes Amyot & Serville, 1843
- Comnar Medler, 1988
- Conflata Schmidt, 1912
- Copsyrna Stål, 1862
- Cromgar Medler, 2000
- Cromna Walker, 1857
- Cromnella Fennah, 1969
- Cryomna Medler, 2000
- Cryptobarsac Fletcher & Moir, 2002
- Cryptoflata Melichar, 1901
- Cyarda Walker, 1858
- Cyphopterum Melichar, 1905
- Daeda Banks, 1910
- Daksha Distant, 1906
- Dakshiana Metcalf & Bruner, 1948
- Dalapax Amyot & Serville, 1843
- Danavara Distant, 1906
- Dascalia Stål, 1862
- Dascalina Melichar, 1902
- Dascaliomorpha Melichar, 1923
- Dascanga Medler, 2000
- Decipha Medler, 1988
- Delostenopium Jacobi, 1928
- Demina Medler, 2000
- Dendrona Melichar, 1923
- Deocerus Metcalf & Bruner, 1948
- Derisa Melichar, 1901
- Dermoflata Melichar, 1901
- Desanta Medler, 2000
- Diastracis Medler, 1988
- Doria Melichar, 1901
- Doriana Metcalf, 1952
- Dworena Medler, 1986
- Epormenis Fennah, 1945
- Erotana Medler, 2000
- Eudascalia Melichar, 1923
- Eugyaria Synave, 1962
- Euhyloptera Fennah, 1945
- Eumelicharia Kirkaldy, 1906
- Euphanta Melichar, 1901
- Eurima Melichar, 1901
- Eurocalia Van Duzee, 1907
- Eurocerus Metcalf, 1945
- Euryphantia Kirkaldy, 1906
- Euryprosthius Karsch, 1890
- Exoma Melichar, 1902
- Falcophantis Fletcher, 1988
- Farona Melichar, 1901
- Flata Fabricius, 1798
- Flataloides 1938
- Flatarina Metcalf & Bruner, 1948
- Flatarissa Metcalf & Bruner, 1948
- Flatida White, 1846
- Flatidissa Metcalf, 1952
- Flatina Melichar, 1901
- Flatiris Fennah, 1947
- Flatoides Guérin-Méneville, 1844
- Flatoidessa Melichar, 1923
- Flatoidinus Melichar, 1923
- Flatomorpha Melichar, 1901
- Flatopsis Melichar, 1902
- Flatoptera Melichar, 1901
- Flatormenis Melichar, 1923
- Flatosaria Melichar, 1923
- Flatosoma Melichar, 1901
- Flatula Melichar, 1901
- Franciscus Distant, 1910
- Gaja Distant, 1906
- Garanta Medler, 2000
- Geisha Kirkaldy, 1900
- Geraldtonia Distant, 1910
- Giselia † Haupt, 1956
- Gomeda Distant, 1906
- Grapaldus Distant, 1914
- Gyaria Stål, 1862
- Gyariella Schmidt, 1924
- Gyarina Melichar, 1901
- Hameishara Linnavuori, 1973
- Hansenia Melichar, 1901
- Hesperophantia Kirkaldy, 1904
- Hilavrita Distant, 1906
- Humgar Medler, 2000
- Hyphancylus Fowler, 1904
- Hypsiphanta Jacobi, 1928
- Idume Stål, 1866
- Ijagar Medler, 2000
- Ilesia Fennah, 1942
- Insulume Medler, 1999
- Ityraea Stål, 1866
- Jamella Kirkaldy, 1906
- Juba Jacobi, 1901
- Karrama Medler, 1988
- Kayania Distant, 1910
- Ketumala Distant, 1906
- Lasura Medler, 1992
- Latois Stål, 1866
- Lawana Distant, 1906
- Lechaea Stål, 1866
- Lecopia Medler, 1991
- Lemaria Medler, 1988
- Leptodascalia Melichar, 1923
- Leptormenis Melichar, 1923
- Lesabes Medler, 1988
- Lichena Melichar, 1901
- Lichenopsis Schmidt, 1912
- Locrona Fennah, 1945
- Madoxychara Stroinski & Swierczewski, 2013
- Malleja Medler, 1990
- Massila Walker, 1862
- Melicharia Kirkaldy, 1900
- Melichitona Metcalf, 1952
- Melormenis Metcalf, 1938
- Melormenoides Metcalf, 1954
- Menora Medler, 1999
- Mesophantia Melichar, 1901
- Metcalfa Caldwell & Martorell, 1951
- Meulona Zia, 1935
- Microflata Melichar, 1901
- Mimophantia Matsumura, 1900
- Miniscia Medler, 1991
- Mistharnophantia Kirkaldy, 1907
- Monoflata Melichar, 1923
- Mosiona Melichar, 1923
- Nakta Distant, 1906
- Narowalenus Shakila, 1991
- Neocalauria Synave, 1957
- Neocerus Melichar, 1901
- Neocromna Distant, 1910
- Neodaksha Distant, 1910
- Neoflata Melichar, 1923
- Neomelicharia Kirkaldy, 1903
- Neomistaria (Mistaria[3]) Medler, 1988
- Neosalurnis Distant, 1910
- Neosephena Medler, 2000
- Neovariata Shakila, 1984
- Nephesa Amyot & Serville, 1843
- Nivalios Zhang, Peng & Wang, 2011
- Nullina Medler, 1991
- Ormenana Metcalf & Bruner, 1948
- Ormenaria Metcalf & Bruner, 1948
- Ormenina Fennah, 1947
- Ormenis Stål, 1862
- Ormenoflata Melichar, 1923
- Ormenoides Melichar, 1923
- Ortracis Medler, 1996
- Oryxa Melichar, 1901
- Panormenis Melichar, 1923
- Papuanella Distant, 1914
- Paracalauria Synave, 1962
- Paracromna Melichar, 1901
- Paradaksha Distant, 1910
- Paradascalia 1938
- Paraflata Melichar, 1901
- Paraflatoides Melichar, 1923
- Paraflatoptera Lallemand, 1939
- Paragomeda Distant, 1914
- Paraketumala Distant, 1912
- Paranotus Karsch, 1890
- Paraseliza Melichar, 1923
- Parasiphanta Fletcher, 1988
- Paratella Melichar, 1901
- Paroxychara Lallemand & Synave, 1951
- Parthenormenis Fennah, 1949
- Pauliana Lallemand, 1950
- Perinetella Synave, 1956
- Persepolia Dlabola & Safavi, 1972
- Petrusa Stål, 1862
- Phaedolus Karsch, 1890
- Phaiophantia Lindberg, 1958
- Phalaenomorpha 1843
- Phantia Fieber, 1866
- Phantiopsis Melichar, 1905
- Phlebopterum Stål, 1854
- Phromnia Stål, 1862
- Phylliana Metcalf, 1952
- Phyllodryas Kirkaldy, 1913
- Phyllyphanta Amyot & Serville, 1843
- Phymoides Distant, 1910
- Planata Medler, 1999
- Planodascalia Metcalf & Bruner, 1948
- Poeciloflata Melichar, 1901
- Poeciloptera Latreille, 1804
- Poekilloptera Latreille, 1796
- Porophloeus Melichar, 1902
- Psenoflata Fennah, 1947
- Pseudodascalia Melichar, 1923
- Pseudoflatoides Metcalf, 1938
- Pseudoryxa Schmidt, 1904
- Pseudoseliza Peng, Wang & Zhang, 2010
- Pulaha Distant, 1906
- Pulastya Distant, 1906
- Rabocha Melichar, 1923
- Rhinophantia Melichar, 1901
- Rhynchopteryx Van Duzee, 1914
- Ricanoflata Melichar, 1923
- Riculiflata Fennah, 1947
- Riodeorolix Lindberg, 1956
- Sabaethis Jacobi, 1916
- Salurnis Stål, 1870
- Samcerus Medler, 1993
- Sanurus Melichar, 1901
- Satapa Distant, 1906
- Saurana Medler, 1992
- Scarpanta Stål, 1862
- Scarpantina Melichar, 1901
- Scarposa Uhler, 1895
- Scarpuna Medler, 2006
- Seliza Stål, 1862
- Sephena Melichar, 1901
- Shadaka Medler, 2000
- Siphanta Stål, 1862
- Siscia Stål, 1870
- Soares Stroinski & Swierczewski, 2012
- Somisha Medler, 1991
- Sosephena Medler, 1990
- Staliana Medler, 1988
- Stenocyarda Fennah, 1965
- Stenume Medler, 1999
- Summanus Distant, 1916
- Talopsus Medler, 1989
- Taparella Medler, 1989
- Tejasa Distant, 1906
- Tetraceratium Muir, 1924
- Tisia Dlabola, 1981
- Tormenis Medler, 1999
- Trisephena Medler, 1990
- Ulundia Distant, 1910
- Umidena Medler, 1992
- Unnata Distant, 1906
- Urana Melichar, 1901
- Utakwana Distant, 1914
- Uxantis Stål, 1870
- Uysanus 1908
- Walena Medler, 1999
- Zarudnya Melichar, 1901
- Zecheuna Zia, 1935